# Утекешова, Меруерт Каратаевна
Меруерт Каратаевна Утекешева (каз. Меруерт Қаратайқызы Өтекешова; 25 февраля 1951, Уральск, КазССР, СССР) — известная советская и казахстанская актриса кино и театра, исполнительница роли Кыз-Жибек. Заслуженная артистка Казахской ССР (1982). Кавалер орденов «Парасат» (2017) и «Курмет» (2008).

## Биография
Родилась 25 февраля 1951 года в г. Уральске. Происходит из рода шеркеш племени байулы.
В 1968 году окончила школу № 66 в г. Алматы, и в этом же году была приглашена на главную роль кинофильма «Кыз-Жибек».
В 1973 году окончила театральный факультет Казахского государственного Института Искусств имени Курмангазы по классу народного артиста СССР Хадиша Букеева.
С 1973 года беспрерывно работает в актёрской труппе Казахского государственного академического театра драмы имени М. О. Ауэзова. Её первая роль в театре это — Алиман (1973 г) в спектакле, поставленным А. Мамбетовым, «Материнское поле» Ч. Айтматова, по повести «Кус жолы».
С 1973 года — член Союза кинематографистов СССР и КазССР.

## Основные роли на сцене
- Основные роли на сцене Театра имени Ауэзова: Из казахской классики и современной драматургии: Карагоз в «Карагозе» М.Ауэзова, Енлик в сп. «Енлик -Кебек», Гайни в «Потерянный друг» Т. Ахтанова (реж А. Мамбетов), Гаухар в «Старшей сестре» Д. Исабекова (реж. Б. Омаров), член комиссии в «Наследниках» (реж. О. Кенебаев), Каусар в сп. «Каусар» А. Абишева, Ханша в спектакле «Махамбет» Н. Абуталиева, Медсестра в «Седьмой палате» А. Сулейменова, Бану в «Амангелди» Г. Мусрепова, Мать Батеса в «Светлой любви» С. Муканова (реж. А. Рахимов), Депутат Куляш в «Ангеле с дьявольским лицом» Р. Мукановой (реж. Б. Атабаев), Мать в «Прощaнии со старым домом» Т. Нурмаганбетова (реж. Е Обаев), в драме «Игра в джин» Д. Кобурна (перевод З. Аманша, реж. А. Какишева) и др.
- Из мировой классики и современной драматургии: Алиман в «Материнской поле» Ч. Айтматова, Нина в «Старшем сыне» Вампилова, Анфиса в «Трех сестрах» Чехова (перевод А. Бопежанова, реж. Р. Андриасян, А. Какишева) и др.

## Участие в клипах
2003 — Каракат Абильдина «Асыл ажем»
2016 — Кыдырали Болманов & Каракат Абильдина - Багым сен
2017 — Кентал «Kocмос»
2020 — Индира Елемес «Жан ана»

## Фильмография

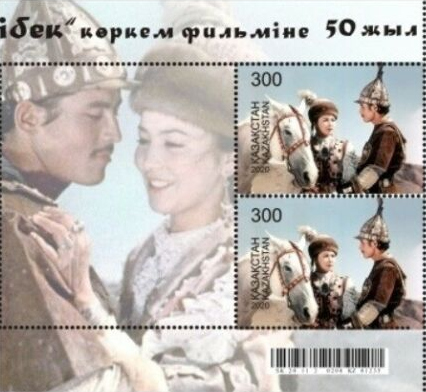
Утекeшова и Тастанбеков в Кыз Жибек

- снялась во многих других фильмах студии «Казахфильм», «Кыргызфильма», «Мосфильм»
- 2014 — Старуха / Кемпiр
- 2011 — Айша — сериал
- 2011-2012 — Жаным-2 (Жанар Абенова) — сериал
- 2010 — Одно звено — мать Айдара
- 2010 — Жаным — Жанар Абенова
- 2009 — Город мечты — Софья Камаловна[2]
- 2008 — Махамбет (фильм) — мать Айганым[3]
- 1994 — Семья охотника
- 1987 — Сказка о прекрасной Айсулу (художественный фильм) — мать[4]
- 1986 — Тройной прыжок «Пантеры» — дочь старика
- 1985 — Мой дом на зеленых холмах — Дарига Булатовна[5]
- 1983 — Чокан Валиханов (историко-биографический художественный фильм)  — Зейнеп[6]
- 1983 — Искупи вину (драма) — мать Саи[7]
- 1983 — Дела земные — Зуура
- 1982 — Орнамент — Бибинур
- 1982 — Белый шаман — Мэмэль
- 1981 — Провинциальный роман
- 1981 — Год дракона — Шаньхуа
- 1980 — Невозможные дети
- 1978 — Дополнительные вопросы
- 1977 — Возвращение сына — Салима
- 1971 — Брат мой — Раушан, дочь муллы, комсомолка
- 1970 — Кыз-Жибек — Кыз Жибек

## Награды
- 1982 — Лауреат Всесоюзного молодёжного творческого конкурса который прошёл в Москве в 1982 г. за роль Карагоз в спектакле «Карагоз» (М. Ауэзов, реж. А. Мамбетовым);
- 1982 — Лауреат Республиканского фестиваля «Жигер»;
- 1982 — Заслуженная артистка Казахской ССР;
- 2001 — Медаль «10 лет независимости Республики Казахстан»;
- 2005 — Медаль «10 лет Конституции Республики Казахстан»;
- 2008 — Орден Курмет;[8].
- 2016 — Медаль «25 лет независимости Республики Казахстан»;
- 2017 — Орден Парасат за выдающийся вклад в развитие отечественной культуры и искусства, многолетнюю творческую деятельность, вручил президент Республики Казахстан в резиденции Акорда;[9].
- 2017 — обладатель государственной стипендии Первого Президента РК в области культуры;[10].
- 2018 — Государственная стипендия Первого Президента Республики Казахстан — Елбасы в области культуры;[11]
- 2022 (18 сентября) — звания «Почётный гражданин города Алматы»[12]
- 2025 (12 марта) — звания «Почётный гражданин Западно-Казахстанской области»[13]

## Семья
- Вдова. Покойный супруг — Тастамбеков Куман (1945—2017), актёр Казахского государственного академического театра драмы им. М. Ауэзова, Народный артист РК.
- Две дочери — Жибек (1972 г.р.) и Томирис(1989 г.р.).
- Сын — Фараби, ныне покойный.